# Louise Radecke

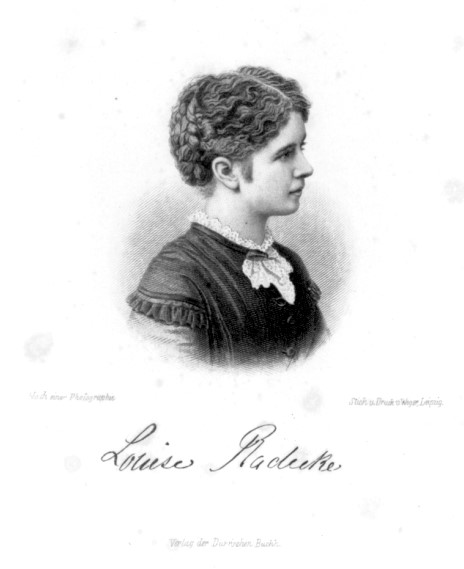
Louise Radecke

Louise Radecke, auch Luise Radecke (* 27. Juni 1846 in Celle; † 20. Juli 1916 in Dorpat/Tartu, Estland) war eine deutsche Opernsängerin (Sopran).

## Leben

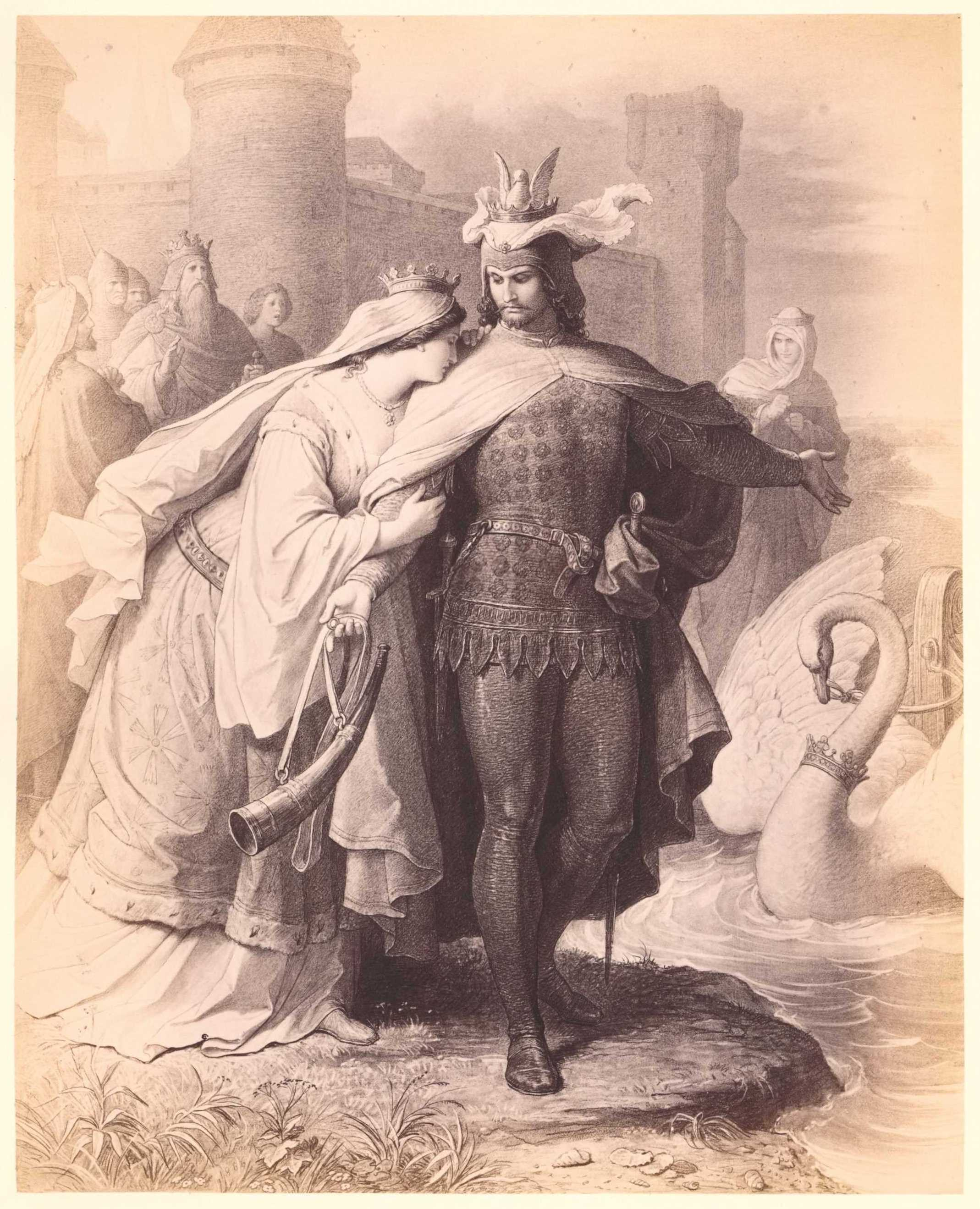
Wilhelm v. Kaulbach, Lohengrins Abschied

Louise Radecke war die Schwester der Altistin Anna Beck-Radecke (1861–1918). Sie begann mit siebzehn Jahren ihr Gesangsstudium bei Ettore Caggiati in Hannover. Anschließend war sie Schülerin von Mathilde Marchesi am Conservatorium in Köln, das unter Ferdinand Hillers Leitung einen bedeutenden Ruf besaß. Im Februar 1867 debütierte sie erfolgreich als Agathe in Webers Freischütz am Opernhaus in Köln. Nach Stationen in Weimar, wo sie Franz Liszts Aufmerksamkeit erregte, und Riga erhielt sie einen Ruf an die Hofoper in München, wo sie bei Ludwig dem Zweiten für ihre Partien in Wagners Opern große Anerkennung fand. So erhielt sie vom König nach einer Aufführung des Lohengrin, in der sie die Partie der Elsa gesungen hatte, den Originalcarton Kaulbachs von Lohengrins Abschied. Marchesi berichtet weiter, dass Radecke des Öfteren zu später Stunde hinter einem Vorhang verborgen für den König singen musste.
Obwohl sie nur vom 1. Juli 1873 bis zum 30. Juni 1876 dem Hoftheater angehörte, erhielt sie für ihre künstlerischen Verdienste den Titel königliche Kammersängerin. Sie konzertierte in vielen Großstädten, auch mehreren des Auslands. 1876 heiratete sie den Rigaer Baron von Brümmer und lebte fortan auf dem malerisch auf einem Felsen gelegenen Gut Löwenruh an der Düna bei Kokenhusen. Sie trat nur noch vereinzelt zu Wohltätigkeitsveranstaltungen auf der Bühne in Riga auf, erteilte aber Gesangsunterricht. Louise Radecke verstarb am 20. Juli 1916 in Dorpat (Tartu) in Estland.

## Repertoire
Eisenberg formuliert: „Sie war eine vortreffliche dramatische Sängerin, mit allen hervorstechenden  künstlerischen Eigenschaften begabt. Ihr Repertoire war so umfangreich wie ihre Stimme.“ Es umfasste 72 Opernpartien.
Zu ihren bevorzugten Partien gehörten in Wagners Opern die Senta (Fliegender Holländer), Elisabeth (Tannhäuser), Elsa (Lohengrin), Eva (Meistersinger) und Brunhilde (Der Ring des Nibelungen). Weiterhin Pamina (Die Zauberflöte), Donna Anna (Don Giovanni), Marguerite (Gounods Faust), Valentine, Selika und Inez (Meyerbeers Hugenotten und L’Africaine), die Princesse de Navarre (Boieldieu, Jean de Paris), Agathe (Freischütz) und Mignon (Thomas, Mignon).

## Schüler (Auswahl)
- Viktoria Blank
- Georg Döring